# Убьяле-Кланеццо
Убьяле-Кланеццо (итал. Ubiale Clanezzo) — коммуна в Италии, находится в регионе Ломбардия, в провинции Бергамо.
Население составляет 1388 человек (2008), плотность населения составляет 189 чел./км². Занимает площадь 7 км². Почтовый индекс — 24010. Телефонный код — 0345.
Покровителями коммуны почитаются Пресвятая Богородица, празднование во второе воскресенье октября, святой Готтард, празднование 3 мая, и святой апостол Варфоломей.

## Демография
Динамика населения:

## Администрация коммуны
- Официальный сайт: